# リビア陸軍
リビア陸軍（リビアりくぐん、アラビア語: الجيش الليبي）は、リビアの国民合意政府の指揮下にある、同国の諸部隊の集合体の総称である。

## 歴史
2015年12月以降、リビア国内で活動している諸部隊の多くは、国際社会から正当な政府として承認を受けた国民合意政府に名目上従属している。
2011年の内戦でリビア国内が不安定となり、2014年に新たな内戦が再度勃発したことで、地上軍は依然として分裂しており、ハリファ・ハフタルが指揮し、トブルクに根拠地を置くリビア国民軍が最大勢力である。
部隊の多くは国民合意政府の意を受けて、ISILをはじめとするリビアの反政府勢力と抗争している。これらの部隊を統合して国軍を創設しようとする構想があるが、その多くはトリポリ保護軍などの多様な民兵組織と、ミスラタやジンタンなどの地方都市に根拠地を置く軍閥などで構成されている。